# Unione Sportiva Piombino 1951-1952
Questa voce raccoglie le informazioni riguardanti l'Unione Sportiva Piombino nelle competizioni ufficiali della stagione 1951-1952.

## Divise

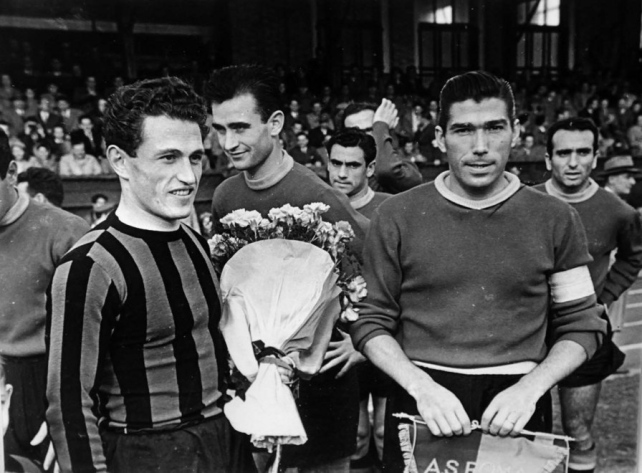
Enrico Zucchinali e Armando Tre Re prima del calcio d'inizio di Piombino-Roma (3-1)

| Casa |

## Organigramma societario
Area direttiva
- Presidente: Baldino Giusti
- Presidente onorario: Arnaldo Lovetti

Area tecnica
- Allenatore: Fioravante Baldi (fino alla 36ª giornata), poi Bruno Mochi
- Allenatore in seconda: Bruno Mochi (fino alla 36ª giornata)

## Rosa
| N. |                   | Ruolo | Calciatore       |
| -- | ----------------- | ----- | ---------------- |
|    | Italia (bandiera) | P     | Arnaldo Albenzi  |
|    | Italia (bandiera) | P     | Doriano Carlotti |
|    | Italia (bandiera) | D     | Iro Bonci        |
|    | Italia (bandiera) | D     | Luigi Coeli      |
|    | Italia (bandiera) | D     | Bruno Mezzacapo  |
|    | Italia (bandiera) | C     | Emilio Bonci     |
|    | Italia (bandiera) | C     | Maide Capacci    |
|    | Italia (bandiera) | C     | Enzo Cozzolini   |
|    | Italia (bandiera) | C     | Remo Lancioni    |

| N. |                   | Ruolo | Calciatore              |
| -- | ----------------- | ----- | ----------------------- |
|    | Italia (bandiera) | C     | Armando Ortolano        |
|    | Italia (bandiera) | A     | Pietro Biagioli         |
|    | Italia (bandiera) | A     | Giovanni Bodini         |
|    | Italia (bandiera) | A     | Ippolito Montiani       |
|    | Italia (bandiera) | A     | Pasquale Morisco        |
|    | Italia (bandiera) | A     | Antonio Pellis          |
|    | Italia (bandiera) | A     | Giovan Battista Pighini |
|    | Italia (bandiera) | A     | Pasquale Sansolini      |
|    | Italia (bandiera) | A     | Enrico Zucchinali       |

## Calciomercato
| Acquisti | Acquisti        | Acquisti   | Acquisti   |
| R.       | Nome            | da         | Modalità   |
| -------- | --------------- | ---------- | ---------- |
| D        | Iro Bonci       | Cesena     | definitivo |
| D        | Luigi Coeli     | Vicenza    | definitivo |
| C        | Emilio Bonci    | Cesena     | definitivo |
| C        | Maide Capacci   | Anconitana | definitivo |
| C        | Enzo Cozzolini  | Brescia    | definitivo |
| A        | Pietro Biagioli | Fiorentina | prestito   |
| A        | Giovanni Bodini | Jesi       | definitivo |

| Cessioni | Cessioni                | Cessioni  | Cessioni      |
| R.       | Nome                    | a         | Modalità      |
| -------- | ----------------------- | --------- | ------------- |
| P        | Renzo Marcheschi        |           | [ 3 ]         |
| D        | Livio Bussi             | Fossanese | definitivo    |
| C        | Guido Ansaldi           | Cecina    | prestito      |
| C        | Rudi Abele Compiani     | Vicenza   | definitivo    |
| C        | Giorgio Baldinotti      | Parma     | definitivo    |
| C        | Ostilio Capaccioli      |           | fine carriera |
| A        | Giovan Battista Dragoni | Grosseto  | definitivo    |
|          | Pietro Cattaneo         | Cecina    | prestito      |
|          | Adolfo Gambi            | Arezzo    | prestito      |
|          | Gastone Masini          |           | [ 3 ]         |
|          | Pino Soldani            |           | [ 3 ]         |

## Risultati

### Serie B

#### Girone di andata
| Arbitro: | Maurelli (Roma) |

|                              |           |                                        |
| Cereseto 29’ Di Costanzo 58’ | Marcatori | 15’, 43’ Cozzolini 65’, 88’ Zucchinali |

| Arbitro: | Picasso (Milano) |

|                                 |           |  |
| Biagioli 1’, 87’ Zucchinali 34’ | Marcatori |  |

| Arbitro: | Coppa (Torino) |

|  |           |                     |
|  | Marcatori | 78’, 82’ Zucchinali |

| Piombino 30 settembre 1951 4ª giornata | Piombino          | 0 – 0 (0 – 0) referto | Livorno | Stadio Magona d'Italia (8 000 spett.)\| Arbitro: \| Matucci (Seregno) \| |
| Arbitro:                               | Matucci (Seregno) |                       |         |                                                                          |

| Arbitro: | Corallo (Lecce) |

|             |           |                |
| Bearzot 27’ | Marcatori | 46’ Zucchinali |

| Piombino 14 ottobre 1951 6ª giornata | Piombino       | 0 – 0 (0 – 0) referto | Pisa | Stadio Magona d'Italia (6 000 spett.)\| Arbitro: \| Savio (Torino) \| |
| Arbitro:                             | Savio (Torino) |                       |      |                                                                       |

| Arbitro: | Ciccardi (Lecco) |

|                             |           |  |
| Taccola 1’ Coeli 71’ (aut.) | Marcatori |  |

| Arbitro: | Jonni (Macerata) |

|                                           |           |  |
| Biagioli 5’, 88’ Bonci II 71’ Morisco 73’ | Marcatori |  |

| Lodi 4 novembre 1951 9ª giornata | Fanfulla              | 0 – 0 (0 – 0) referto | Piombino | Stadio Dossenina\| Arbitro: \| Piemonte (Monfalcone) \| |
| Arbitro:                         | Piemonte (Monfalcone) |                       |          |                                                         |

| Arbitro: | Bernardi (Bologna) |

|                                      |           |                    |
| Montiani 9’ Biagioli 40’, 76’ (rig.) | Marcatori | 84’ (rig.) Venturi |

| Arbitro: | De Leo (Mestre) |

|           |           |  |
| Posio 83’ | Marcatori |  |

| Arbitro: | Matucci (Seregno) |

|  |           |              |
|  | Marcatori | 29’ Cavaleri |

| Arbitro: | Tibaldi (Savona) |

|                            |           |  |
| Bassi 70’ (rig.) Brach 87’ | Marcatori |  |

| Arbitro: | Canavesio (Torino) |

|                          |           |              |
| Pantaleoni 52’ Ruzza 60’ | Marcatori | 71’ Bonci II |

| Piombino 30 dicembre 1951 15ª giornata | Piombino          | 2 – 1 | Vicenza | Stadio Magona d'Italia\| Arbitro: \| Marchese (Napoli) \| |
| Arbitro:                               | Marchese (Napoli) |       |         |                                                           |

| Arbitro: | Coppa (Como) |

|               |           |              |
| Gaggiotti 23’ | Marcatori | 13’ Biagioli |

| Arbitro: | Jonni (Macerata) |

|           |           |                            |
| Dania 17’ | Marcatori | 57’ Sansolini 72’ Biagioli |

| Arbitro: | Bellè (Venezia) |

|                            |           |            |
| Biagioli 24’ Sansolini 42’ | Marcatori | 76’ Frizzi |

| Arbitro: | Gambarotta (Genova) |

|                          |           |             |
| Morisco 16’ Biagioli 64’ | Marcatori | 18’ Zanello |

#### Girone di ritorno
| Arbitro: | Di Gregorio (Legnano) |

|                 |           |  |
| Bodini 29’, 56’ | Marcatori |  |

| Venezia 10 febbraio 1952 21ª giornata | Venezia        | 0 – 0 (0 – 0) referto | Piombino | Stadio Pierluigi Penzo (8 000 spett.)\| Arbitro: \| Righi (Milano) \| |
| Arbitro:                              | Righi (Milano) |                       |          |                                                                       |

| Arbitro: | Perego (Milano) |

|                          |           |  |
| Bodini 72’ Sansolini 84’ | Marcatori |  |

| Livorno 2 marzo 1952 23ª giornata | Livorno         | 0 – 0 (0 – 0) referto | Piombino | Stadio Comunale (15 000 spett.)\| Arbitro: \| Rigato (Mestre) \| |
| Arbitro:                          | Rigato (Mestre) |                       |          |                                                                  |

| Arbitro: | Valsecchi (Milano) |

|               |           |  |
| Cozzolini 70’ | Marcatori |  |

| Arbitro: | Ciccardi (Lecco) |

|               |           |              |
| Cavazzuti 56’ | Marcatori | 33’ Biagioli |

| Arbitro: | Buratti (Milano) |

|              |           |                       |
| Biagioli 80’ | Marcatori | 23’ Ronchi 58’ Sotgiu |

| Arbitro: | Agnolin (Bassano del Grappa) |

|          |           |                           |
| Polo 40’ | Marcatori | 7’ Sansolini 68’ Bonci II |

| Arbitro: | Tassini (Verona) |

|                   |           |              |
| Biagioli 11’, 51’ | Marcatori | 62’ Balbiano |

| Arbitro: | De Leo (Mestre) |

|                  |           |  |
| Bettini 60’, 82’ | Marcatori |  |

| Arbitro: | Pieri (Trieste) |

|            |           |               |
| Bodini 60’ | Marcatori | 85’ Matassoni |

| Arbitro: | Jonni (Macerata) |

|              |           |  |
| Cavaleri 84’ | Marcatori |  |

| Arbitro: | Valsecchi (Milano) |

|              |           |                                                       |
| Biagioli 29’ | Marcatori | 7’ Voglino 9’ (aut.) Lancioni 59’ Colomban 84’ Koenig |

| Arbitro: | Fortina (Novara) |

|                                                  |           |  |
| Biagioli 5’ (rig.) Sansolini 34’, 49’ Bodini 37’ | Marcatori |  |

| Arbitro: | Campanati (Milano) |

|                     |           |                |
| Caciagli 40’ (rig.) | Marcatori | 85’ Zucchinali |

| Arbitro: | Lo Bello (Siracusa) |

|  |           |               |
|  | Marcatori | 50’ Ruffinoni |

| Arbitro: | Scaramella (Roma) |

|                           |           |                           |
| Zucchinali 19’ Bodini 71’ | Marcatori | 12’ Scagliarini 65’ Grisa |

| Arbitro: | Vilella (Trieste) |

|                                      |           |  |
| Frizzi 10’ (rig.), 18’ Pravisano 82’ | Marcatori |  |

| Arbitro: | Piemonte (Monfalcone) |

|                           |           |              |
| Cuzzoni 10’ Giambelli 24’ | Marcatori | 78’ Montiani |

## Statistiche

### Statistiche di squadra
| Competizione | Punti | In casa | In casa | In casa | In casa | In casa | In casa | In trasferta | In trasferta | In trasferta | In trasferta | In trasferta | In trasferta | Totale | Totale | Totale | Totale | Totale | Totale | DR |
| Competizione | Punti | G       | V       | N       | P       | Gf      | Gs      | G            | V            | N            | P            | Gf           | Gs           | G      | V      | N      | P      | Gf     | Gs     | DR |
| ------------ | ----- | ------- | ------- | ------- | ------- | ------- | ------- | ------------ | ------------ | ------------ | ------------ | ------------ | ------------ | ------ | ------ | ------ | ------ | ------ | ------ | -- |
| Serie B      | 41    | 19      | 11      | 4       | 4       | 32      | 16      | 19           | 4            | 7            | 8            | 16           | 23           | 38     | 15     | 11     | 12     | 48     | 39     | +9 |

### Andamento in campionato
| Giornata  | 1 | 2 | 3 | 4 | 5 | 6 | 7 | 8 | 9 | 10 | 11 | 12 | 13 | 14 | 15 | 16 | 17 | 18 | 19 | 20 | 21 | 22 | 23 | 24 | 25 | 26 | 27 | 28 | 29 | 30 | 31 | 32 | 33 | 34 | 35 | 36 | 37 | 38 |
| --------- | - | - | - | - | - | - | - | - | - | -- | -- | -- | -- | -- | -- | -- | -- | -- | -- | -- | -- | -- | -- | -- | -- | -- | -- | -- | -- | -- | -- | -- | -- | -- | -- | -- | -- | -- |
| Luogo     | T | C | T | C | T | C | T | C | T | C  | T  | C  | T  | T  | C  | T  | T  | C  | C  | C  | T  | C  | T  | C  | T  | C  | T  | C  | T  | C  | T  | C  | C  | T  | C  | C  | T  | T  |
| Risultato | V | V | V | N | N | N | P | V | N | V  | P  | P  | P  | P  | V  | N  | V  | V  | V  | V  | N  | V  | N  | V  | N  | P  | V  | V  | P  | N  | P  | P  | V  | N  | P  | N  | P  | P  |

Legenda:

Luogo: C = Casa; T = Trasferta. Risultato: V = Vittoria; N = Pareggio; P = Sconfitta.

### Statistiche dei giocatori
| Giocatore     | Serie B  | Serie B | Serie B     | Serie B    |
| Giocatore     | Presenze | Reti    | Ammonizioni | Espulsioni |
| ------------- | -------- | ------- | ----------- | ---------- |
| A. Albenzi    | 1        | -1      | ?           | ?          |
| P. Biagioli   | 38       | 17      | ?           | ?          |
| G. Bodini     | 32       | 6       | ?           | ?          |
| E. Bonci      | 36       | 3       | ?           | ?          |
| I. Bonci      | 26       | 0       | ?           | ?          |
| M. Capacci    | 6        | 0       | ?           | ?          |
| D. Carlotti   | 37       | -38     | ?           | ?          |
| L. Coeli      | 35       | 0       | ?           | ?          |
| E. Cozzolini  | 33       | 3       | ?           | ?          |
| R. Lancioni   | 34       | 0       | ?           | ?          |
| B. Mezzacapo  | 27       | 0       | ?           | ?          |
| I. Montiani   | 13       | 2       | ?           | ?          |
| P. Morisco    | 23       | 2       | ?           | ?          |
| A. Ortolano   | 31       | 0       | ?           | ?          |
| A. Pellis     | 3        | 0       | ?           | ?          |
| G. B. Pighini | 1        | 0       | ?           | ?          |
| P. Sansolini  | 25       | 6       | ?           | ?          |
| E. Zucchinali | 17       | 8       | ?           | ?          |